# Lolita Chammah
Lolita Chammah (nacida el 1 de octubre de 1983) es una actriz francesa de cine, teatro y televisión.

## Biografía
Chammah es hija de Ronald Chammah  e Isabelle Huppert. Creció en París y ya tuvo sus primeros papeles siendo niña.
Ella tiene un hijo, Gabriel Merz Chammah. A los 8 años se le permitió acompañar a su madre al Festival de Cine de Cannes en 2021.
En el papel de la hija de la película de su madre, Huppert, participó en Copacabana y nuevamente en 2017 en Barrage . Durante los primeros diez años de su carrera, Chammah participó principalmente en comedias, así como en algunos dramas.

## Filmografía seleccionada
- 1988 : Une affaire de femmes de Claude Chabrol : Mouche
- 1991 : Malina de Werner Schroeter : la mujer
- 2000 : La Vie moderne de Laurence Ferreira Barbosa : Marguerite
- 2003 : 18 ans après de Coline Serreau : Ludovica
- 2004 : Process  de C.S. Leigh
- 2004 : Après mûre réflexion (cortometraje) de Mia Hansen-Love  : Lise
- 2004 : L'Intrus de Claire Denis
- 2005 : Mille soleils (court-métrage) de Mati Diop  : Lena
- 2005 : La Vie privée  de Zina Modiano : Eva / Zelda
- 2007 : Oui, peut-être de Marilyne Canto (cortometraje) : Elle
- 2007 : Les Larmes blanches de Grégory Rateau (court-métrage) : VItalie Rimbaud
- 2007 : La Vie d'artiste de Marc Fitoussi : Caroline
- 2007 : Parcours d'obstacles de Noémie Gillot (court-métrage) : chica adolescente
- 2008 : Mes copains de Louis Garrel (cortometraje)
- 2008 : Les Bureaux de Dieu de Claire Simon : Emmanuelle
- 2022 : L'ombra di Caravaggio de Michele Placido :
- 2022 : EO (Eo) de Jerzy Skolimowski : Dora